# Juan Carlos González Izurieta
Juan Carlos González Izurieta (Santiago, 13 de noviembre de 1968) es un exfutbolista chileno que jugaba de defensa central. Jugó solo en dos clubes chilenos: Unión Española y Colo-Colo. 

## Trayectoria
Identificado con los colores de Unión Española, donde realizó sus divisiones inferiores y debutó profesionalmente en 1989. Con los rojos, salió bicampeón de Copa Chile en 1992 y 1993, además de jugar como titular la Copa Libertadores 1994, donde su cuadro llegó a cuartos de final.
En 1996, y luego de desechar una oferta de Universidad Católica,ficha por Colo-Colo. En el conjunto albo formó en 1996 y 1997 una formidable dupla de centrales junto a Pedro Reyes, logrando salir campeón de Copa Chile 1996 y los torneos de 1996 y Clausura 1997. Desde este último torneo, las lesiones comenzaron a mermar su tiempo de juego, viendo poca participación en el título de 1998. Tras no lograr recuperarse físicamente, a fines de 2001 se retira del fútbol.

## Selección nacional
Fue convocado por primera vez a la Selección de Chile en 1993, por el entrenador Nelson Acosta para enfrentar a su simil de España en un partido amistoso. Durante 1996, luego de la salida de Xabier Azkargorta, su reemplazante Nelson Acosta lo llamó durante varios partidos válidos por las Clasificatorias para la Copa Mundial de Fútbol de 1998. En 1997, luego de un conflicto entre la ANFP y Colo-Colo, el entrenador dejó fuera a los nominados del Cacique, lo que significó la despedida de González a la Selección. Jugó 10 partidos sin marcar goles.

#### Participaciones en eliminatorias a la Copa del Mundo
| Eliminatoria                 | Sede    | Resultado   | Posición | Partidos |
| ---------------------------- | ------- | ----------- | -------- | -------- |
| Clasificatorias Francia 1998 | Francia | Clasificado | 4.º      | 5        |

## Clubes
| Club           | País  | Año       |
| -------------- | ----- | --------- |
| Unión Española | Chile | 1989-1995 |
| Colo-Colo      | Chile | 1996-2001 |

## Palmarés

#### Campeonatos nacionales
| Título           | Club           | País  | Año    |
| ---------------- | -------------- | ----- | ------ |
| Copa Chile       | Unión Española | Chile | 1992   |
| Copa Chile       | Unión Española | Chile | 1993   |
| Copa Chile       | Colo-Colo      | Chile | 1996   |
| Primera División | Colo-Colo      | Chile | 1996   |
| Primera División | Colo-Colo      | Chile | 1997-C |
| Primera División | Colo-Colo      | Chile | 1998   |